# Chironex
Genre
Chironex est un genre de cnidaires cubozoaires (ou « cuboméduses ») de la famille des Chirodropidae.

## Liste des espèces
Selon World Register of Marine Species (8 juillet 2021) :
- Chironex fleckeri Southcott, 1956
- Chironex indrasaksajiae Sucharitakul, 2017
- Chironex yamaguchii Lewis & Bentlage, 2009